# Silene dirphya
Silene dirphya là loài thực vật có hoa thuộc họ Cẩm chướng. Loài này được Greuter & Burdet miêu tả khoa học đầu tiên năm 1983.